# Believe
Believe (на български: Вярвай) – песента-победител на Евровизия 2008 г. в Белград, Сърбия изпълнена от Дима Билан от Русия. Песента е композирана и написана от Джим Бейнз (Джеймс Вашингтон) и Дима Билан.
По-рано Дима Билан също представя Русия на Евровизия през 2006 г. в Атина, Гърция с поп песента „Never Let You Go“, където заема второ място.

## Творческа история
На 20 май 2008 г. Дмиа Билан пее в първия полуфинал на Евровизия 2008 г., а песента се класира на финала след като заема трето място със 135. На финала на 24 май 2008 г. песента е изпълнена на 24 място от 25 песни.
Руският фигурист, олимпийски златен медалист и трикратен световен шампион Евгени Плющенко се пързаля на изкуствен лед на сцената като част от изпълнението на песента, докато унгарския композитор Едвин Мартън свири на своята цигулка.
Тази песен печели песенния конкурс през 2008 г., получавайки цели 272 точки, превръщайки се в четвъртата страна от бившия Съветски съюз, спечелила песенния конкурс (след Естония през 2001 г., Латвия през 2002 г. и Украйна през 2004 г.).